# Saint-Pierre-Lafeuille
Saint-Pierre-Lafeuille is een gemeente in het Franse departement Lot (regio Occitanie) en telt 292 inwoners (1999). De plaats maakt deel uit van het arrondissement Cahors.

## Geografie
De oppervlakte van Saint-Pierre-Lafeuille bedraagt 8,7 km², de bevolkingsdichtheid is 33,6 inwoners per km².
De onderstaande kaart toont de ligging van Saint-Pierre-Lafeuille met de belangrijkste infrastructuur en aangrenzende gemeenten.

## Demografie
Onderstaande figuur toont het verloop van het inwonertal (bron: INSEE-tellingen).